# Список правителей Османской империи
Список правителей Османской империи включает лиц, являвшихся монархами Османского государства (осман. دولت عثمانیه‎), датой основания которого традиционно считается 1299 год, когда конийский султан Ала ад-Дин Кейкубад III покинул столицу султаната, охваченную восстанием, а бей Осман Гази, воспользовавшись отсутствием сюзерена, объявил в Карачахисаре независимость своего бейлика, провозгласил собственный свод законов и назначил кади. Государство просуществовало до 1922 года, когда Великое национальное собрание Турции упразднило институт власти монарха.
Ещё до основания государства в 1299 году титулом османских монархов был бей (осман. بك‎). При Орхане был принят титул султан завоевателей (осман. سلطان الغُزاة‎), а после смерти его сюзерена ильхана Абу Саида Бахадура-хана — великий султан (осман. السلطان العظيم‎). Последующие правители использовали титул султан завоевателей и муджахадинов (осман. سلطان الغُزاة والمُجاهدين‎), обозначающий господство и влияние монарха. Помимо этого, со времён Мурада I в XIV—XV веках в употреблении также был титул худавендигяр (осман. خُداوندگار‎; в том числе формы хундикяр, хюндигяр, хюнкяр), с добавлением к нему и остальным эпитета «гази» (например, худавенгяр-гази). Позже титулование главы государства «худавендигяр» сменилось на «падишах» (осман. پادشاه‎, с перс. — «верховный царь»), переводимый в европейских странах как «император».
С момента основания Османской империи в 1299 года до введения румийского календаря в стране использовался исламский календарь. Переход на румийское летоисчисление был осуществлён 9 мухаррам 1256 (13 марта 1840) года. Был сохранён счёт лет по хиджре, разница с которой в тот год составляла 584 года и стала постоянной. В 1917 году была проведена реформа румийского календаря, ставшего соответствовать григорианским датам, а не юлианским, как прежде. За 15 шубат 1333 (28 февраля 1917) года следовало не 16 шубат, а 1 март 1333 (1 марта 1917) года. Наконец, в 1926 году в Турции был введён григорианский календарь со счётом лет от начала «нашей эры» — 1 кянунусани 1342 года по хиджре стало соответствовать 1 января 1926 года.
Использованная в первом столбце таблиц нумерация взята из биографических описаний правителей в «Энциклопедии ислама» и является условной. Порядковые номера османских монархов никогда не использовались в официальном обороте и указаны только в русском написании имён. В таблице списка представлены даты по аутентичным исламскому и румийскому календарям. Помимо этого, в скобках указаны даты по григорианскому календарю (принятому в настоящее время в большинстве стран мира). Если правление монарха было прервано неестественной смертью, причина указана в сноске. Также комментариями пояснено восшествие правителя на престол спустя некоторое время, ввиду его отсутствия в столице на момент смерти предыдущего монарха. Список дополнен изображениями тугры — персонального знака султана, содержащего его имя и титул «победоносный навеки».

## Обзор
Основание Османского государства традиционно относится к 1299 году, когда султан Сельджукского Рума Ала ад-Дин Кейкубад III покинул столицу султаната, охваченную восстанием горожан, а бей Осман Гази, воспользовавшись отсутствием сюзерена, объявил в Карачахисаре независимость своего бейлика, провозгласил собственный свод законов и назначил кади. Впоследствии Осман I проводил политику территориальной экспансии, выступая инициатором ряда завоевательных походов против Византии. В 1326 году его преемник Орхан взял штурмом город Пруса, куда перенёс столицу нового государства (прежде таковой являлся Сёгют). В период правления Орхана были захвачены Галлипольский полуостров и портовые города Мраморного моря, расширены территории в Анатолии. Под руководством Мурада I в 1362 году османы захватили Адрианополь и сделали его новой столицей. При Баязиде I власть Османской империи распространилась на всю Анатолию, части Болгарии, Боснии и Сербии. Однако в 1402 году после победы над Баязидом Тамерлан воссоздал ряд бейликов, захваченных турками, а оставшиеся земли разделил между сыновьями Баязида. За разделом империи последовал период османского междуцарствия, когда сыновья Баязида боролись друг с другом за трон. В этой междоусобной войне в 1413 году победил Мехмед I, объединивший османские территории. В 1453 году его внук, Мехмед II, покорил столицу Византии Константинополь, сделав его новой столицей Османской империи.
В 1481 году на престол взошёл сын Мехмеда II Баязид, который вёл безуспешные войны с соседними государствами. Низложивший Баязида II его сын Селим также проводил милитаристскую политику, однако с большим успехом: в 1513 году он разорил персидские владения, в 1515—1517 годах покорил Курдистан, Сирию, Месопотамию, Палестину, Хиджаз и Египет, расширив свои владения вдвое. После завоевания Каира Селим I объявил себя халифом — наследником пророка Мухаммеда и духовным лидером всех мусульман. При его сыне Сулеймане I Османское государство достигло своего наивысшего могущества. В 1521 году султан захватил Белград, в 1526 году — Венгрию, а в 1520—1530-х годах — острова Эгейского моря, Ирак, Триполитанию и Алжир, вёл борьбу с Персией за владение Закавказьем. Со смертью Сулеймана I в Османской империи начался династический кризис. Утвердился сеньоратный принцип передачи власти (престол стал наследовать старший в роду). Роль дома Османов в управлении государством снизилась, его представители стали менее самостоятельными и более зависимыми от мнения высших сановников и янычар, не заинтересованных в преобразованиях. XVII век ознаменовался эпохой дворцовых переворотов, а XVIII — упадком и утратой завоёванных территорий. При Мустафе II были заключены Карловицкий и Константинопольский мирные договоры, по которым Османская империя уступала европейским державам Морею, Далмацию, Венгрию, Трансильванию, Подолье и Азов. Впоследствии были утрачены Северное Причерноморье и Крым.
Взошедший на престол в 1839 году Абдул-Меджид I объявил о проведении целого комплекса социально-экономических реформ, т. н. «танзимата». Однако неспособность выплатить долг иностранным державам, побудила преемника Абдул-Меджида I Абдул-Азиза объявить страну банкротом, сам же султан в 1876 году был свергнут. Возведённый на трон Мурад V под давлением «новых османов» распорядился разработать конституцию, но вскоре был отстранён от власти. При новом султане, Абдул-Хамиде II, были утрачены большая часть балканских владений и Кипр. Под влиянием Младотурецкой революции 1908 года монарх был вынужден восстановить действие конституции, приостановленной в 1878 году. Однако в 1909 году он поддержал антиконституционный переворот, в результате чего решением парламента был низложен. В период правления Мехмеда V власть фактически принадлежала триумвирату во главе с Энвером-пашой. В июле 1918 года на заключительном этапе Первой мировой войны на трон взошёл Мехмед VI, вынужденный взять на себя руководство страной и подписать Мудросское перемирие. После оккупации Константинополя войсками Антанты в ноябре 1918 года и роспуска османского парламента в марте 1920 года возглавивший национально-революционное движение и войну за независимость в Анатолии Мустафа Кемаль созвал в Ангоре Великое национальное собрание Турции, принявшее 1 ноября 1922 года закон о разделении султаната и халифата, при этом султанат (институт светской власти) упразднялся. 3 марта 1924 года парламент Турецкой Республики, провозглашённой 29 октября 1923 года, окончательно ликвидировал халифат (институт духовной власти).

## Список
| | Портрет | Имя (годы жизни)                             | Правление                                  | Правление                                  | Тугра       | Пр.                     |
| Начало | Портрет | Имя (годы жизни)                             | Окончание                                  |                                            | Тугра       | Пр.                     |
| --- | ------- | -------------------------------------------- | ------------------------------------------ | ------------------------------------------ | ----------- | ----------------------- |
| 1 |         | Осман I (?—1324) осман. عثمان‎                | 699 (1299)                                 | 724 (1324)                                 | отсутствует | [ 27 ] [ 28 ] [ 29 ]    |
| 2 |         | Орхан (?—1362) осман. أورخان‎                 | раби аль-авваль 724 (март 1324)            | джумада аль-уля 763 (март 1362)            |             | [ 30 ] [ 31 ] [ 32 ]    |
| 3 |         | Мурад I (?—1389) осман. مراد‎                 | джумада аль-уля 763 (март 1362)            | 19 джумада аль-ахира 791 (15 июня 1389)    |             | [ 33 ] [ 34 ] [ 35 ]    |
| 4 |         | Баязид I (?—1403) осман. بايزيد‎              | 19 джумада аль-ахира 791 (15 июня 1389)    | 19 зу-ль-хиджа 804 (20 июля 1402)          |             | [ 36 ] [ 37 ] [ 38 ]    |
| С 19 зу-ль-хиджа 804 (20 июля 1402) года по 5 раби аль-ахир 816 (5 июля 1413) года — период междуцарствия |         |                                              |                                            |                                            |             |                         |
| 5 |         | Мехмед I (?—1421) осман. محمد‎                | 5 раби аль-ахир 816 (5 июля 1413)          | 23 джумада аль-уля 824 (26 мая 1421)       |             | [ 39 ] [ 40 ] [ 41 ]    |
| 6 |         | Мурад II (1404—1451) осман. مراد‎             | 23 джумада аль-ахира 824 (25 июня 1421)    | джумада аль-уля 848 (август 1444)          |             | [ 42 ] [ 43 ] [ 44 ]    |
| 7 |         | Мехмед II (1432—1481) осман. محمد‎            | джумада аль-уля 848 (август 1444)          | джумада аль-ахира 850 (сентябрь 1446)      |             | [ 45 ] [ 46 ] [ 47 ]    |
| (6) |         | Мурад II (1404—1451) осман. مراد‎             | джумада аль-ахира 850 (сентябрь 1446)      | 1 мухаррам 855 (3 февраля 1451)            |             | [ 42 ] [ 43 ] [ 44 ]    |
| (7) |         | Мехмед II (1432—1481) осман. محمد‎            | 16 мухаррам 855 (18 февраля 1451)          | 4 раби аль-авваль 886 (3 мая 1481)         |             | [ 45 ] [ 46 ] [ 47 ]    |
| 8 |         | Баязид II (1447—1512) осман. بايزيد‎          | 23 раби аль-авваль 886 (22 мая 1481)       | 7 сафар 918 (24 апреля 1512)               |             | [ 49 ] [ 50 ] [ 51 ]    |
| 9 |         | Селим I (1470—1520) осман. سليم‎              | 7 сафар 918 (24 апреля 1512)               | 8 шавваль 926 (21 сентября 1520)           |             | [ 52 ] [ 53 ] [ 54 ]    |
| 10 |         | Сулейман I (1494—1566) осман. سليمان‎         | 17 шавваль 926 (30 сентября 1520)          | 21 сафар 974 (7 сентября 1566)             |             | [ 55 ] [ 56 ] [ 57 ]    |
| 11 |         | Селим II (1524—1574) осман. سليم‎             | 15 раби аль-авваль 974 (30 сентября 1566)  | 1 рамадан 892 (15 декабря 1574)            |             | [ 58 ] [ 59 ] [ 60 ]    |
| 12 |         | Мурад III (1546—1595) осман. مراد‎            | 8 рамадан 982 (22 декабря 1574)            | 5 джумада аль-уля 1003 (16 января 1595)    |             | [ 63 ] [ 61 ] [ 64 ]    |
| 13 |         | Мехмед III (1566—1603) осман. محمد‎           | 16 джумада аль-уля 1003 (27 января 1595)   | 17 раджаб 1012 (21 декабря 1603)           |             | [ 65 ] [ 66 ] [ 67 ]    |
| 14 |         | Ахмед I (1590—1617) осман. احمد‎              | 18 раджаб 1012 (22 декабря 1603)           | 23 зу-ль-када 1026 (22 ноября 1617)        |             | [ 68 ] [ 69 ] [ 70 ]    |
| 15 |         | Мустафа I (1591—1639) осман. مصطفى‎           | 23 зу-ль-када 1026 (22 ноября 1617)        | 1 раби аль-авваль 1027 (26 февраля 1618)   |             | [ 71 ] [ 72 ] [ 73 ]    |
| 16 |         | Осман II (1604—1622) осман. عثمان‎            | 1 раби аль-авваль 1027 (26 февраля 1618)   | 8 раджаб 1031 (19 мая 1622)                |             | [ 74 ] [ 75 ] [ 76 ]    |
| (15) |         | Мустафа I (1591—1639) осман. مصطفى‎           | 9 раджаб 1031 (20 мая 1622)                | 15 зу-ль-када 1032 (10 сентября 1623)      |             | [ 71 ] [ 72 ] [ 73 ]    |
| 17 |         | Мурад IV (1612—1640) осман. مراد‎             | 15 зу-ль-када 1032 (10 сентября 1623)      | 15 шавваль 1049 (8 февраля 1640)           |             | [ 77 ] [ 78 ] [ 79 ]    |
| 18 |         | Ибрагим (1615—1648) осман. ابراهيم‎           | 15 шавваль 1049 (8 февраля 1640)           | 18 раджаб 1058 (8 августа 1648)            |             | [ 81 ] [ 80 ] [ 82 ]    |
| 19 |         | Мехмед IV (1642—1693) осман. محمد‎            | 18 раджаб 1058 (8 августа 1648)            | 2 мухаррам 1099 (8 ноября 1687)            |             | [ 83 ] [ 84 ] [ 85 ]    |
| 20 |         | Сулейман II (1642—1691) осман. سليمان‎        | 2 мухаррам 1099 (8 ноября 1687)            | 25 рамадан 1102 (22 июня 1691)             |             | [ 86 ] [ 87 ] [ 88 ]    |
| 21 |         | Ахмед II (1643—1695) осман. احمد‎             | 26 рамадан 1102 (23 июня 1691)             | 21 джумада аль-ахира 1106 (6 февраля 1695) |             | [ 89 ] [ 90 ] [ 91 ]    |
| 22 |         | Мустафа II (1664—1703) осман. مصطفى‎          | 21 джумада аль-ахира 1106 (6 февраля 1695) | 9 раби аль-ахир 1115 (22 августа 1703)     |             | [ 92 ] [ 93 ] [ 94 ]    |
| 23 |         | Ахмед III (1673—1736) осман. احمد‎            | 9 раби аль-ахир 1115 (22 августа 1703)     | 17 раби аль-авваль 1143 (30 сентября 1730) |             | [ 96 ] [ 97 ] [ 98 ]    |
| 24 |         | Махмуд I (1696—1754) осман. محمود‎            | 18 раби аль-авваль 1143 (1 октября 1730)   | 27 сафар 1168 (13 декабря 1754)            |             | [ 100 ] [ 101 ] [ 102 ] |
| 25 |         | Осман III (1699—1757) осман. عثمان‎           | 27 сафар 1168 (13 декабря 1754)            | 16 сафар 1171 (30 октября 1757)            |             | [ 103 ] [ 104 ] [ 105 ] |
| 26 |         | Мустафа III (1717—1774) осман. مصطفى‎         | 16 сафар 1171 (30 октября 1757)            | 8 зу-ль-када 1187 (21 января 1774)         |             | [ 106 ] [ 107 ] [ 108 ] |
| 27 |         | Абдул-Хамид I (1725—1789) осман. عبد الحميد‎  | 8 зу-ль-када 1187 (21 января 1774)         | 11 раджаб 1203 (7 апреля 1789)             |             | [ 109 ] [ 110 ] [ 111 ] |
| 28 |         | Селим III (1761—1808) осман. سليم‎            | 11 раджаб 1203 (7 апреля 1789)             | 21 раби аль-авваль 1222 (29 мая 1807)      |             | [ 112 ] [ 113 ] [ 114 ] |
| 29 |         | Мустафа IV (1779—1808) осман. مصطفى‎          | 21 раби аль-авваль 1222 (29 мая 1807)      | 4 джумада аль-ахира 1223 (28 июля 1808)    |             | [ 115 ] [ 116 ] [ 117 ] |
| 30 |         | Махмуд II (1785—1839) осман. محمود‎           | 4 джумада аль-ахира 1223 (28 июля 1808)    | 18 раби аль-ахир 1255 (1 июля 1839)        |             | [ 118 ] [ 119 ] [ 120 ] |
| 31 |         | Абдул-Меджид I (1823—1861) осман. عبد المجيد‎ | 18 раби аль-ахир 1255 (1 июля 1839)        | 13 хазиран 1277 (25 июня 1861)             |             | [ 121 ] [ 122 ] [ 123 ] |
| 32 |         | Абдул-Азиз (1830—1876) осман. عبد العزيز‎     | 13 хазиран 1277 (25 июня 1861)             | 18 майыс 1292 (30 мая 1876)                |             | [ 124 ] [ 125 ] [ 126 ] |
| 33 |         | Мурад V (1840—1904) осман. مراد‎              | 18 майыс 1292 (30 мая 1876)                | 19 агустоз 1292 (31 августа 1876)          |             | [ 127 ] [ 128 ] [ 129 ] |
| 34 |         | Абдул-Хамид II (1842—1918) осман. عبد الحميد‎ | 19 агустоз 1292 (31 августа 1876)          | 14 нисан 1325 (27 апреля 1909)             |             | [ 130 ] [ 131 ] [ 132 ] |
| 35 |         | Мехмед V (1844—1918) осман. محمد‎             | 14 нисан 1325 (27 апреля 1909)             | 3 теммуз 1334 (3 июля 1918)                |             | [ 133 ] [ 134 ] [ 135 ] |
| 36 |         | Мехмед VI (1861—1926) осман. محمد‎            | 4 теммуз 1334 (4 июля 1918)                | 1 тешринисани 1338 (1 ноября 1922)         |             | [ 136 ] [ 137 ] [ 138 ] |